# خفاش‌های شانه‌زرد
خفاش‌های شانه‌زرد (نام علمی: Sturnira) نام یک سرده از تیره خفاش برگ‌بینی است.